# Ermenegildo Santoni
Ermenegildo Santoni (Calci, 5 marzo 1896 – Firenze, 12 gennaio 1970) è stato un ingegnere e inventore italiano, padre, pioniere e precursore della aerofotogrammetria.

## Biografia

### Vita e opera
Nacque a Calci (Pisa) il 5 marzo 1896, quinto dei sette figli di Scipione Santoni, medico condotto di Calci, e Vittoria Bottari, dei noti farmacisti di Pisa.
Frequentò la Scuola professionale di Pisa e si diplomò nel 1914 come perito agrimensore.
Nel 1915 servì come aiutante di squadra tacheometrica per rilevamento di mappe parcellari per l'amministrazione del catasto e nello stesso anno fu chiamato alle armi.
Frequentò il corso di allievi ufficiali di complemento del Genio Militare a Torino nel 1916.
Dopo un anno di servizio in zona di operazioni per una compagnia del Genio minatori, fece richiesta d'essere trasferito in Aviazione ove continuò il servizio di guerra fino a fine 1918 col grado di tenente osservatore d'aeroplano. Il suo servizio d'osservatore d'aereo lo rese cosciente dei problemi della aerofotografia e della fotogrammetria aerea. Si rese conto della difficoltà di ricomporre l'assetto spaziale delle riprese fotografiche fatte dall'aereo. Perfezionò, così, le camere aerofotografiche dei tempi con un intervallometro automatico.
Il prototipo di dispositivo automatico venne messo in funzione in zona di guerra nel 1917 e brevettato l'anno successivo, quando Santoni era appena ventiduenne.
Bisogna ricordare che proprio nella prima guerra mondiale si intuì l'importanza delle riprese fotografiche da terra e soprattutto dal cielo. L'aerofotogrammetria fu, in tal senso, davvero rivoluzionaria. Nacque una nuova branca nei metodi di rilevamento topografico.

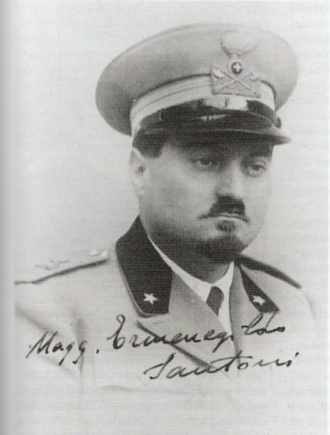
Magg. Santoni nel 1940

Si congedò nel 1920, dopo aver seguito la realizzazione del suo intervallometro presso lo Stabilimento di costruzioni aeronautiche in Roma per l'Aviazione Militare.
Nel 1924 iniziò la collaborazione con l'Istituto Geografico Militare a Firenze, durata fino al 1940, dapprima in veste di ufficiale di complemento richiamato in servizio, poi come esperto in servizio straordinario. Venne promosso al grado di capitano per anzianità di servizio e, poco tempo dopo, al grado di maggiore per meriti eccezionali.
Nel 1926 sposò Anna Maria Fondacci, nata a Pisa nel 1902, laureata in chimica. Ebbero quattro figlie: Carla Vittoria, Gianpaola, Maria Giuseppina ed Enrica.
Lavorando per l'Istituto Geografico Militare, Santoni progettò e realizzazzò molti strumenti tra cui il fotogoniometro ed il ricercatore-triangolatore (1925-29), il primo fototeodolite (1930) sperimentato durante una spedizione in una catena montuosa dell'Asia; i fototeodoliti-restitutori balistici (1932) per la Marina Militare, utilizzati fino al 1943, il periscopio solare (1925-26); lo stereocartografo modello I (1925-26) e modello II (1928-29), lo stereocartografo Galileo-Santoni modello III (1933), lo stereosimplex Galileo-Santoni (1934).
Nel 1938 presentò a Roma al V Congresso della Società Internazionale di Fotogrammetria i suoi esperimenti di aerotriangolazione solare analogica svolti in Libia (1935) ed in Italia (1938).
Nel 1940 lasciò il servizio presso l'I.G.M. per lavorare alle Officine Galileo di Firenze. Le O. G. divennero concessionario dei brevetti e progettista degli strumenti del Santoni. Il rapporto continuò fino alla sua scomparsa nel 1970.
Alcune delle sue opere, durante questo trentennio, furono lo stereosimplex Galileo-Santoni in vari modelli; il periscopio solare modello III (1953); il goniometro solare Galileo-Santoni modello III ed il calcolatore solare Galileo-Santoni (1953); lo stereocartografo modello V (1962); il mono e stereocomparatore Galileo-Santoni (1968).
Ermenegildo Santoni ricevette anche diversi incarichi al di fuori del campo aerofotogrammetrico. Nel 1943, per conto dell'Istituto Geografico Militare, studiò uno speciale determinatore astronomico ed un registratore automatico di rotta. Per le Officine Galileo curò il progetto di un nuovo teodolite ad 1” ed un tacheometro ad 1'.
Interessato allo sviluppo dell'aereotriangolazione spaziale analogica ed analitica, seguì tutti gli esperimenti in campo operativo compiuti sul territorio nazionale sia dall'I.G.M. che dall'E.I.R.A.. Anche la Società Internazionale di Fotogrammetria e l'Organisation Européenne d'Etudes Photogrammétriques Experimentales si avvalsero dei suoi consigli. Tra il 1958 e il 1960 curò direttamente un esperimento di triangolazione solare compiuto negli Stati Uniti d'America.

### Riconoscimenti
Nel 1940 viene nominato Commendatore dell'Ordine della Corona d'Italia per motu proprio sovrano.
Il 2 aprile 1949 ottiene la "Laurea honoris causa" in ingegneria industriale dal Politecnico di Milano.
Il 7 maggio 1949 ottiene la "Laurea honoris causa" in ingegneria civile dall'Università di Bologna.
Nel 1951 viene proclamato Socio Onorario della Società Italiana di Fotogrammetria e Topografia, nonché della Société Belge de Photogrammétrie.
Nel 1952 viene proclamato a Washington Socio Onorario della Società Internazionale di Fotogrammetria.
Sempre nel 1952 l'Accademia francese delle scienze gli attribuisce il Prix Aimé Laussedat.
Dal 1962 al 1966 ricopre l'incarico di Presidente della Società Italiana di Fotogrammetria e Topografia.
Nel 1969 viene nominato Cavaliere dell'Ordine di Vittorio Veneto.
Negli inizi del 1970, pochi giorni dopo la sua scomparsa il 12 gennaio, viene promosso al grado militare di Colonnello di complemento del Genio.
In Italia, nelle città di Pisa e di Crotone, due Istituti d'Istruzione Superiore sono intitolati ad Ermenegildo Santoni.
Il Comune di Firenze, il Comune di Calci ed il Comune di Pelago (Firenze), dove il Santoni amava trascorrere le sue villeggiature, gli hanno intitolato ciascuno una via.